# Chinesische Stickerei

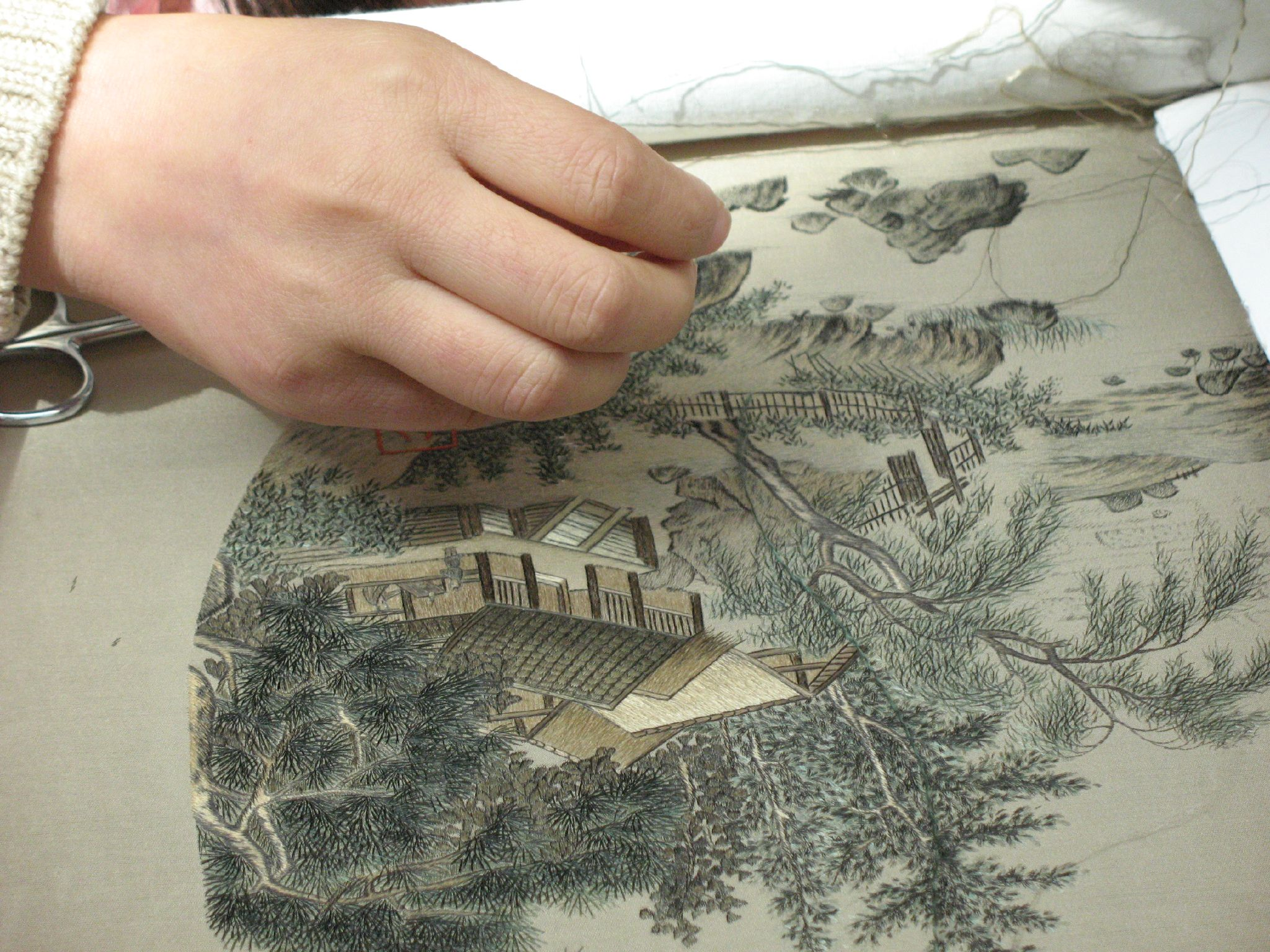
Anfertigung einer Gu-Stickerei, die aus der Tradition einer Gu-Familie in Suzhou stammt

Die chinesische Stickerei ist eine traditionelle Handwerkskunst aus China. Sie ist Teil der Geschichte der chinesischen Kunst und ist bis heute ein wichtiger Wirtschaftszweig des ganzen Landes. 
China war das erste Land, das Seide produzierte. Älteste in China gemachte Funde von zu Stoff gewebter Seide lassen sich in die Jungsteinzeit bis 6500 v. Chr. datieren. Seidenstickerei war außerhalb der chinesischen Welt begehrt. Das alte China produzierte auch Stickereien auf Hanf, Ramie, Baumwolle und Kudzu-Fasern. 
Seit Ende des 20. Jahrhunderts ist das Interesse an der alten und modernen chinesischen Stickerei neu erwacht. Sie zeichnet sich hauptsächlich durch ihre bildlichen Motive aus. Viele Symbole implizieren die Zugehörigkeit zu einer Gruppe, darunter Symbole aus dem Kaisertum oder dem Beamtentum. Für Neugeborene werden Zeichnungen gewählt, die der traditionellen Abwehr böser Geister von Verstorbenen dienen sollen.